# Microacmaeodera
Microacmaeodera — род жуков-златок из подсемейства Polycestinae. Известно 12 видов.

## Распространение
Встречаются в Палеарктике и в Юго-Восточной Азии.

## Систематика
Известно 12 видов. Таксон Microacmaeodera был впервые выделен в 1966 году в ранге подрода в составе рода Acmaeodera для единственного вида Microacmaeodera longicornis (Cobos, 1966 (который в дальнейшем стал типовым видов рода) из восточного Афганистана. Этот вид отличался от всех представителей Acmaeodera своим очень длинными усиками длиной в половину тела, мелким телом (около 3 мм) и сильно вытянутой формой тела. Основываясь на этих признаках и стронии гениталий в 19179 гоуд Волкович повысил ранг Microacmaeodera до отдельного рода.
- Microacmaeodera aruensis (Théry, 1922)
- Microacmaeodera belli (Kerremans, 1893)
- Microacmaeodera cuneiformis Volkovitsh, 2007
- Microacmaeodera grootaerti (Holynski, 1995)
- Microacmaeodera kubani Volkovitsh & Bellamy, 1995
- Microacmaeodera kucerai Volkovitsh, 2007
- Microacmaeodera longicornis (Cobos, 1966typus (=Acmaeodera longicornis Cobos, 1966)
- Microacmaeodera macgregori  Bellamy & Volkovitsh, 1992
- Microacmaeodera ohmomoi  Volkovitsh, 2007
- Microacmaeodera rolciki  Volkovitsh, 2007
- Microacmaeodera thailandica  Volkovitsh & Bellamy, 1995
- Microacmaeodera wittmeri Volkovitsh, 1986